# Władimir Nagajnik
Władimir Nagajnik (ros. Владимир Нагайник, ur. 6 marca 1954) – radziecki lekkoatleta specjalizujący się w biegach płotkarskich i sprinterskich.
Największy sukces w karierze odniósł w 1973 r. w Duisburgu, zdobywając na mistrzostwach Europy juniorów brązowy medal w biegu na 400 metrów przez płotki (uzyskany czas: 51,10). Wystąpił również w finałowym biegu sztafetowym 4 × 400 metrów, w którym reprezentanci Związku Radzieckiego zajęli 4. miejsce (uzyskany czas: 3:09,28).